# Anthurium martianum
Anthurium martianum är en kallaväxtart som beskrevs av Karl Heinrich Koch och Kolb. Anthurium martianum ingår i släktet Anthurium och familjen kallaväxter. Inga underarter finns listade.